# Lulu Cendrillon
Pour plus de détails, voir Fiche technique et Distribution.
Lulu Cendrillon (Miss Lulu Bett) est un film muet américain réalisé par William C. de Mille et sorti en 1921, adapté du roman éponyme de Zona Gale. 
En 2001, le film a été ajouté au registre national du film.

## Synopsis
Une jeune femme autrefois timide gagne une nouvelle confiance après un mariage raté, au grand dam de sa misérable famille.

## Fiche technique
- Titre original : Miss Lulu Bett
- Réalisation : William C. de Mille
- Date de sortie : 1921

## Distribution
- Lois Wilson : Lulu Bett
- Milton Sills : Neil Cornish
- Theodore Roberts : Dwight Deacon
- Helen Ferguson : Diana Deacon
- Mabel Van Buren : Ina Deacon
- May Giraci : Monona Deacon
- Clarence Burton : Ninian Deacon
- Ethel Wales : Grandma Bett
- Taylor Graves : Bobby Larkin
- Charles Ogle : Station Agent
- Peaches Jackson : Enfant (non crédité)
- Carrie Clark Ward : la commère (non crédité)